# Zalameggyes, Veszprém
Zalameggyes  este un sat în districtul Sümeg, județul Veszprém, Ungaria, având o populație de 53 de locuitori (2011). 

## Demografie
Componența etnică a satului Zalameggyes
     Maghiari (100%)
Componența confesională a satului Zalameggyes
     Romano-catolici (41,51%)
     Necunoscută (58,49%)
Conform recensământului din 2011, satul Zalameggyes avea 53 de locuitori. Din punct de vedere etnic, majoritatea locuitorilor (100,0%) erau maghiari. Nu există o religie majoritară, locuitorii fiind  și romano-catolici (41,51%). Pentru 58,49% din locuitori nu este cunoscută apartenența confesională.